# South Creake
South Creake è un villaggio e parrocchia civile dell'Inghilterra, appartenente alla contea del Norfolk. A 2,4 km a nord si trova la città gemella di North Creake.

## Origine del nome
L'origine del nome Creake potrebbe derivare dalla parola celtica creic che significa "roccia". South Creake è documentato nel Domesday Book del 1086 come Suthcreich.